# Hendrik Becker
Hendrik Becker est le 19e gouverneur du Ceylan néerlandais.